# 馬克·亨利

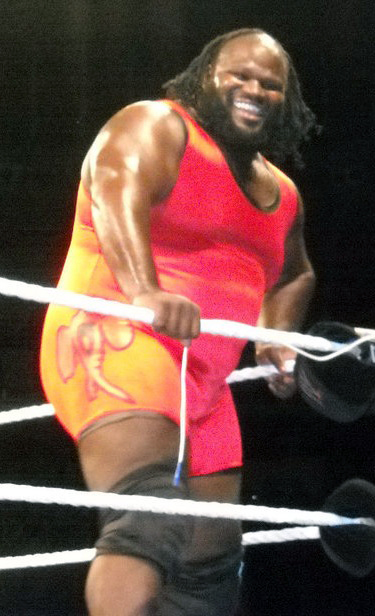
馬克·亨利

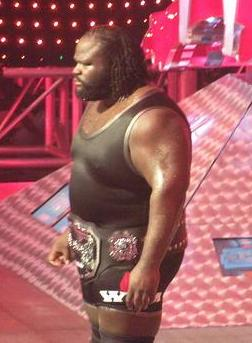
馬克·亨利與ECW冠軍腰帶

馬克·亨利（英語：Mark Henry，1971年6月12日—），原名馬克·傑洛德·亨利（英語：Mark Jerrold Henry），舉重與大力士比賽出身，曾工作於世界摔角娛樂，目前受聘於全精英摔角。
在馬克·亨利的摔角事業中，亨利曾是一次的世界重量級冠軍、一次的WWE歐洲冠軍及一次ECW冠軍， 此外，他也在2018年摔角狂熱宣佈加入名人堂，成為了名人堂的一名成員。